# McVille
McVille is een plaats (city) in de Amerikaanse staat North Dakota, en valt bestuurlijk gezien onder Nelson County.

## Demografie
Bij de volkstelling in 2000 werd het aantal inwoners vastgesteld op 470.
In 2006 is het aantal inwoners door het United States Census Bureau geschat op 417, een daling van 53 (-11.3%).

## Geografie
Volgens het United States Census Bureau beslaat de plaats een oppervlakte van
3,9 km², waarvan 3,7 km² land en 0,2 km² water. McVille ligt op ongeveer 448 m boven zeeniveau.

## Plaatsen in de nabije omgeving
De onderstaande figuur toont nabijgelegen plaatsen in een straal van 28 km rond McVille.